# Имоченицы
Имоченицы — деревня в Алёховщинском сельском поселении Лодейнопольского района Ленинградской области.

## История
На плане западной части Лодейнопольского уезда 1818 года упоминается Имоченской погост:

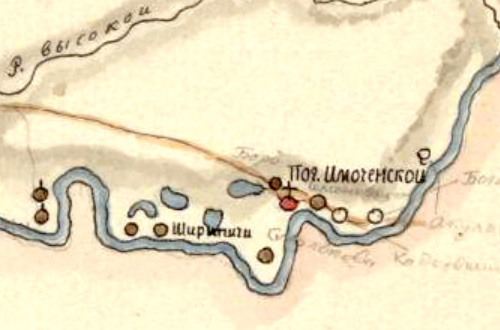
Погост Имоченской на плане 1818 года

Погост Имоченский обозначен на карте Санкт-Петербургской губернии Ф. Ф. Шуберта 1844 года.

ИМОЧЕНИЦЫ — погост Богородицко-Рождественский при реке Ояти, число дворов — 4, число жителей: 5 м. п., 10 ж. п.; Церквей православных две. (1879 год)

Согласно епархиальным сведениям 1899 года центром Имоченского прихода была церковь Рождества Богородицы.
В конце XIX — начале XX века погост и одноимённая деревня административно относились к Заостровской волости 1-го стана Лодейнопольского уезда Олонецкой губернии.

Церковь погоста Имоченицы на карте РККА 1940 года (к востоку от деревни Бор)

С 50-х годов XIX века до 20-х годов XX века, близ погоста, в деревне Акулова Гора, располагалось имение «Имоченицы» тайного советника Д. В. Поленова — отца художника Василия Поленова. Василий Поленов создал здесь более 30 произведений, многие из которых посвящены усадьбе и окрестностям: «Усадьба в Имоченицах», «Имоченицы зимой», «Река Оять», «Горелый лес», «Северная изба», «Бабушкин сад», «Ванька с Акуловой Горы», «Золотая осень», «Заросший пруд». В имении гостили художники Илья Репин, Иван Шишкин, Николай Рерих.
По данным 1933 года деревня Имоченицы входила в состав Имоченского сельсовета Лодейнопольского района, административным центром сельсовета являлась деревня Бор.
В 1966 году административным центром Имоченского сельсовета являлась деревня Шангиничи.
По данным 1973 года административным центром Имоченского сельсовета являлась деревня Имоченицы.
По данным 1990 года деревня Имоченицы являлась административным центром Имоченского сельсовета, в который входили 9 населённых пунктов общей численностью населения 497 человек. В самой деревне Имоченицы проживали 190 человек.
В 1997 году в деревне Имоченицы Имоченской волости проживали 144 человека, в 2002 году — 129 человек (русские — 81 %).
В 2007 году в деревне Имоченицы Алёховщинского СП проживали 127 человек, в 2010 году — 104, в 2014 году — 73 человека.

## География
Деревня расположена в западной части района на правом берегу реки Оять, к северу от автодороги 41К-016 (Станция Оять — Плотично).
Расстояние до административного центра поселения — 23 км.
Расстояние до районного центра — 57 км.

## Демография
| 1879 | 1990 | 1997 | 2007 | 2010 | 2014 | 2015 |
| ---- | ---- | ---- | ---- | ---- | ---- | ---- |
| 15   | ↗190 | ↘144 | ↘127 | ↘104 | ↘73  | →73  |
| 2016 | 2017 |      |      |      |      |      |
| ↗78  | ↘73  |      |      |      |      |      |

### Национальный состав
Согласно данным Всероссийской переписи населения 2021 года в деревне проживали 53 человека, из них: русские — 45 человек, остальные национальность не указали.

## Инфраструктура
На 1 января 2014 года в деревне было зарегистрировано: хозяйств — 34, частных жилых домов — 53
На 1 января 2015 года в деревне зарегистрировано: хозяйств — 33.

## Религиозные здания
- Деревянная монастырская церковь Рождества Пресвятой Богородицы в Имоченецком погосте была построена до 1582 года. В 1717 году на её месте была возведена новая деревянная церковь с двумя приделами. Закрыта 10 июня 1934 года, передана под сельсовет, избу-читальню и красный уголок колхоза. Здание церкви было разрушено в начале 1960-х годов.
- Вторая деревянная монастырская церковь Святого Николая Чудотворца построена до 1582 года, разорена во время войны со шведами в начале XVII века, возобновлялась в 1616 и 1653 годах. С начала XVIII века — приходская церковь. В 1895 году была перенесена на левый берег реки Оять. В 1898—1899 годах на её месте по проекту архитектора П. Ф. Вахрушева была построена новая деревянная церковь. Закрыта 1 августа 1935 года, здание передано под клуб. В 1998 году находившаяся в аварийном состоянии церковь была разобрана, а на её месте в 1998—2003 годах был сооружён новый деревянный Никольский храм.
- В настоящее время периодические богослужения совершаются в церкви Святого Василия Великого, построенной в 2001—2002 годах. Освящена в память небесного покровителя художника В. Д. Поленова, владельца усадьбы Имоченицы[23].